# Piotr Jezierski
Piotr Jezierski herbu Prus II – szambelan królewski w 1791 roku, wojski większy łukowski w latach 1789-1790, miecznik łukowski w latach 1780-1788, wojski mniejszy łukowski w latach 1778-1780, skarbnik łukowski w latach 1780-1781, konsyliarz konfederacji targowickiej ziemi warszawskiej.
Poseł na sejm 1780 roku z województwa lubelskiego, sędzia sejmowy. 
Odznaczony Orderem Świętego Stanisława w 1791 roku.